# Сяцзян
Сяцзя́н (кит. упр. 吉水, пиньинь Jíshuǐ) — уезд городского округа Цзиань провинции Цзянси (КНР).

## История
Ещё в эпоху Троецарствия, когда эти места входили в состав государства У, в 267 году здесь был создан уезд Бацю (巴邱县), но при империи Суй он был в 590 году расформирован.
Во времена империи Мин в 1526 году на землях бывшего уезда Бацю был создан уезд Сяцзян.
После образования КНР в 1949 году был создан Специальный район Цзиань (吉安专区), и уезд вошёл в его состав. В мае 1968 года Специальный район Цзиань был переименован в Округ Цзинганшань (井冈山地区). В 1979 году Округ Цзинганшань был переименован в Округ Цзиань (吉安地区).
Постановлением Госсовета КНР от 11 мая 2000 года округ Цзиань был преобразован в городской округ Цзиань.

## Административное деление
Уезд делится на 6 посёлков и 5 волостей.